# Gymnophora enigmata
Gymnophora enigmata är en tvåvingeart som beskrevs av Brown 1989. Gymnophora enigmata ingår i släktet Gymnophora och familjen puckelflugor.
Artens utbredningsområde är Nepal. Inga underarter finns listade i Catalogue of Life.